# 타파리 벤티

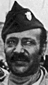

타파리 벤티(Tafari Benti) 장군은 1974년부터 1977년까지 데르그의 의장이었다. 1977년 피살된 후 멩기스투 하일레 마리암이 집권하였다.